# Stèle au 8e régiment d'infanterie de ligne
La stèle au 8e régiment d'infanterie de ligne est un monument élevé sur le site du champ de bataille de Waterloo en Belgique à la mémoire du 8e régiment d'infanterie de ligne français de la division Durutte.

## Localisation
La stèle se situe sur le territoire de Plancenoit, village la commune belge de Lasne, dans la province du Brabant wallon.
Elle se dresse le long de la chaussée de Charleroi, à quelques mètres du Monument aux Hanovriens face à la ferme de la Haie Sainte, à environ 500m à l'est de la Butte du Lion.

## Historique
La stèle a été érigée par la Fondation Napoléon et l'Association Franco-Européenne de Waterloo (A.F.E.W.) à l'endroit où le 8e régiment d'infanterie de ligne de la division Durutte (1er corps d'infanterie) attaqua la 2e légion allemande du colonel von Ompteda.
L'aigle napoléonienne qui ornait la stèle a été volée en octobre 2011, après une première tentative de vol en 2010.

## Description
Le monument est une simple stèle en pierre bleue portant un hommage au 8e régiment d'infanterie de ligne, surmonté de l'aigle napoléonienne :

« En ce Lieu

Le 18 juin 1815

Le 8e Régiment

D'Infanterie de Ligne

De la Division

Durutte

Attaqua Avec Succès

La 2e Légion Allemande

Du Colonel

Von Ompteda »

Stèle au 8e régiment d'infanterie de ligne
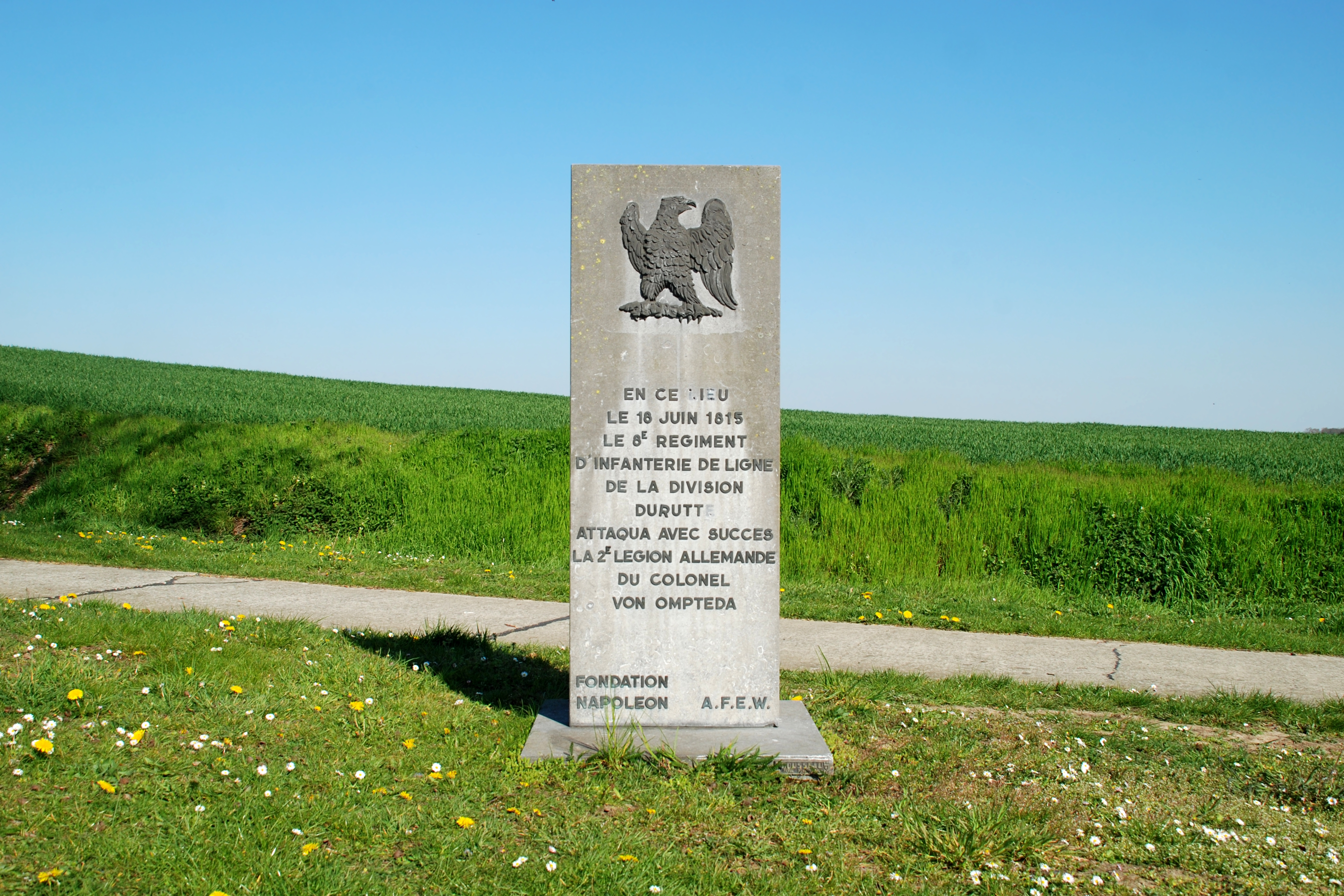
La stèle et le paysage du champ de bataille à Plancenoit.
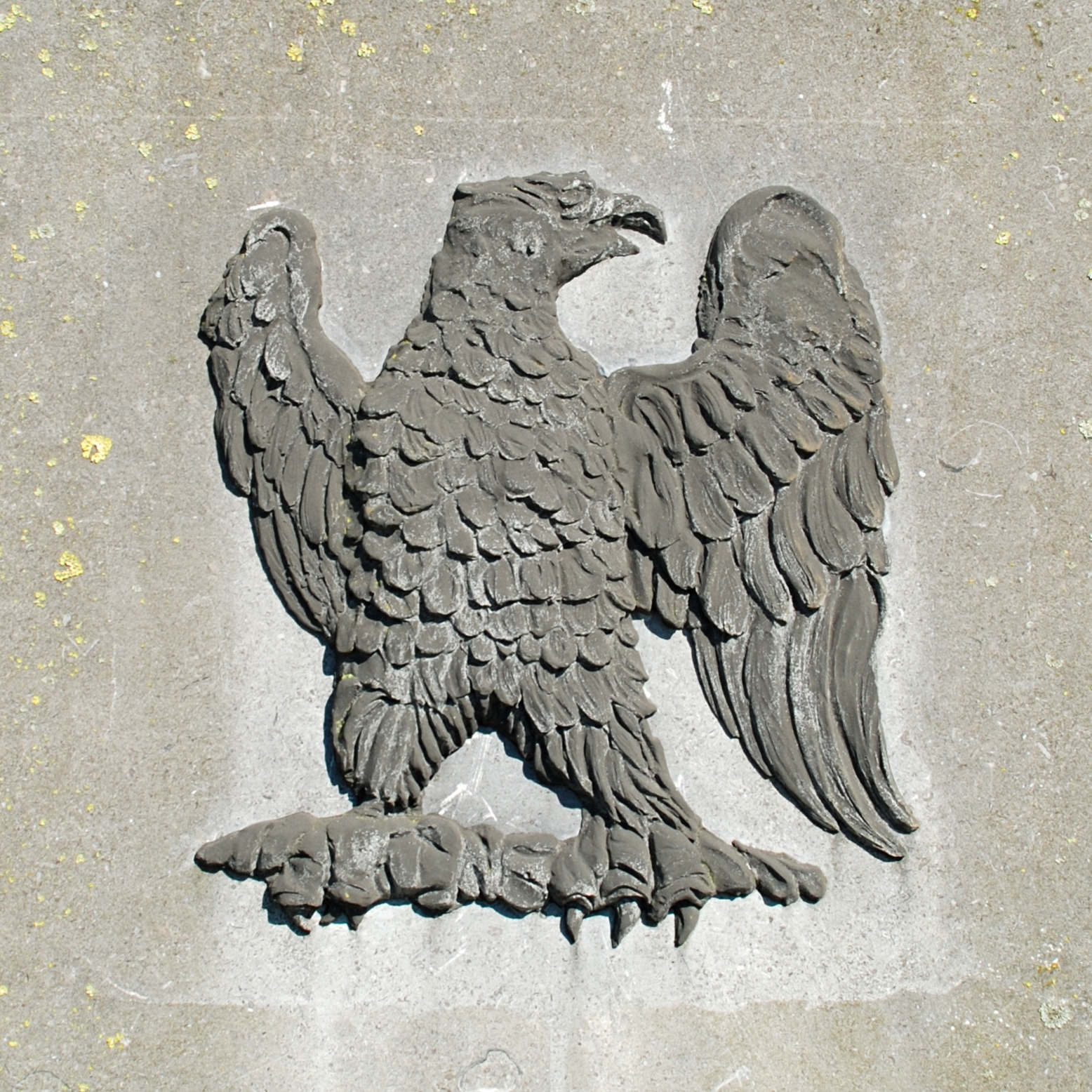
Aigle napoléonienne.
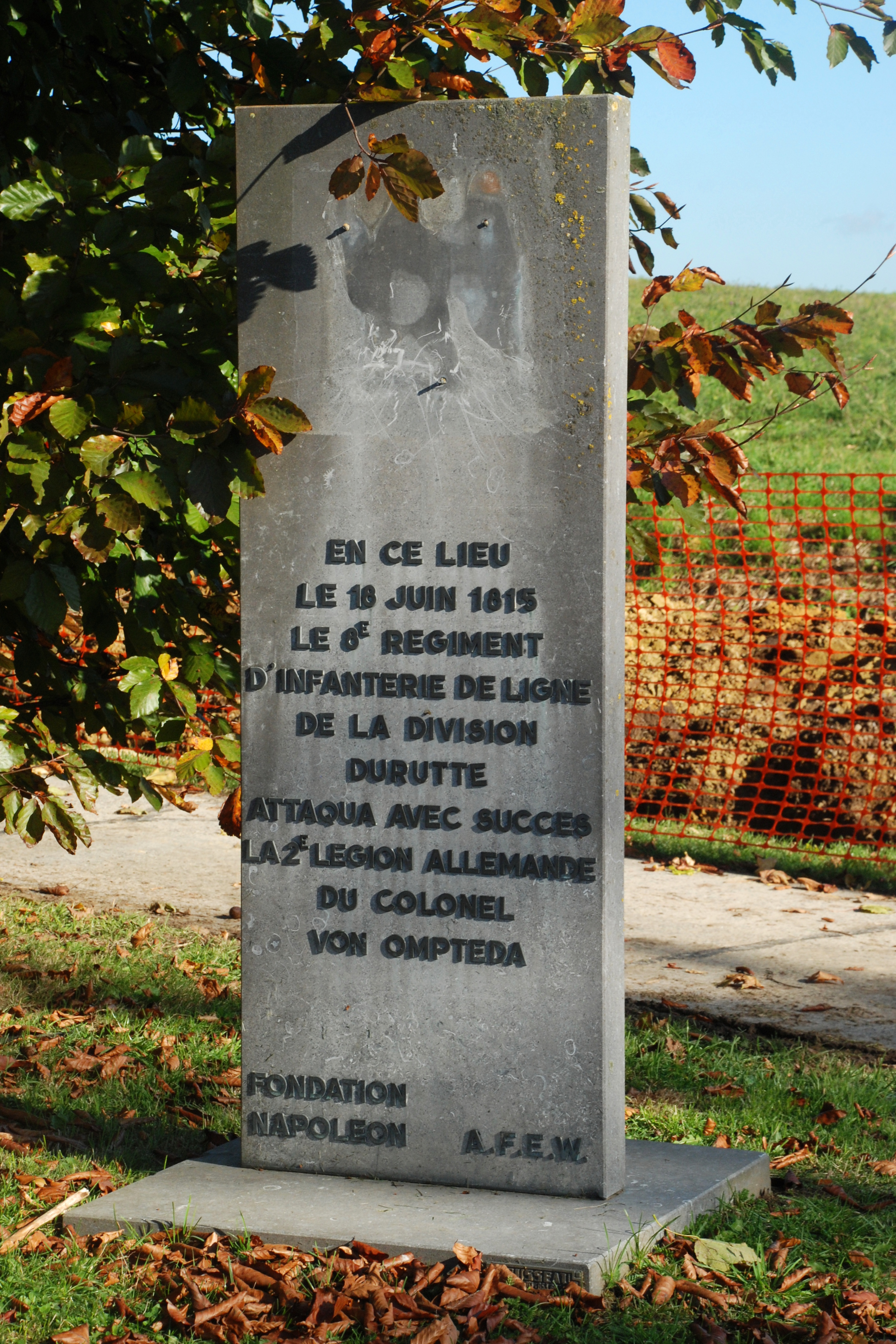
La stèle en 2012 après des déprédations en 2011.